# Plemiona izolowane

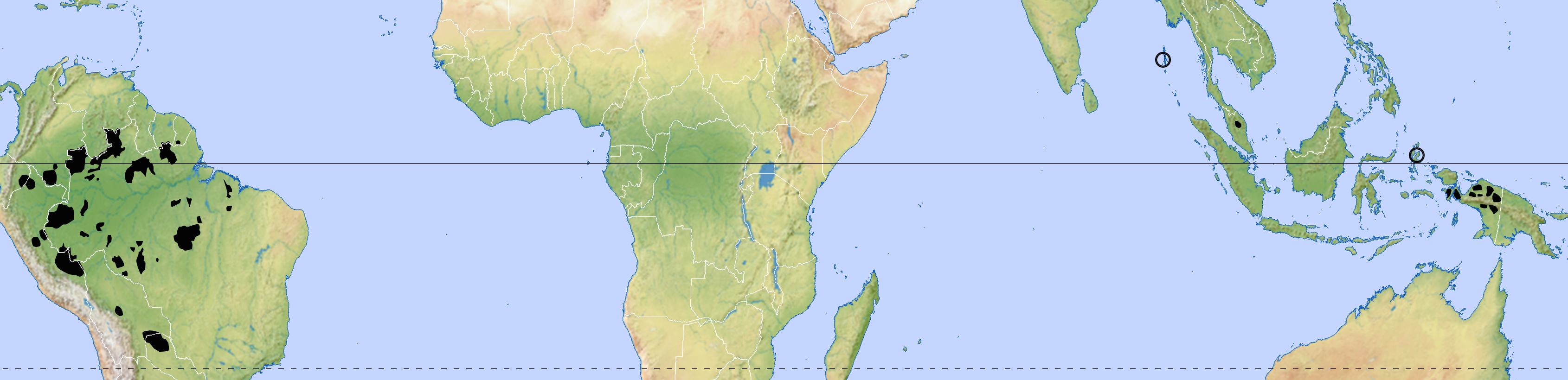
Mapa z izolowanymi plemionami na początku XXI wieku

Plemiona izolowane – społeczności ludzi, którzy nie utrzymują kontaktu z resztą świata. Obecnie na świecie pozostaje mała grupa takich plemion. Wiedza na ich temat pochodzi najczęściej ze spotkań z innymi, sąsiednimi plemionami lub zdjęć lotniczych.

## Kontrowersje
Opinie na temat plemion izolowanych są podzielone. Część ludzi chce nawiązać z nimi kontakt, inni uważają, że plemiona te powinny pozostać w izolacji. Kontakt z cywilizacją wiąże się jednak z niebezpieczeństwem, że członkowie plemienia mogą zacząć zapadać na choroby zakaźne, które wcześniej nie występowały wśród członków społeczności.

## Współcześnie
Ze względu na brak kontaktu, wiadomo bardzo niewiele o takich plemionach. Często nie jest znana nawet ich nazwa. Trudno obliczyć, ile dokładnie jest tego typu społeczności. Jednak według szacunków obecnie na świecie może pozostawać ponad 100 plemion izolowanych. Należą do nich między innymi:
- Sentinelczycy zamieszkujący wyspę Północny Sentinel na Oceanie Indyjskim
- około 44 plemiona zamieszkujące teren Nowej Gwinei[4]
- niektóre grupy plemienne z ludu Ayoreo
- Indianie Tagaeri i Taromenane z ludu Huaorani
- kolumbijskie plemię Carabayo
- niektórzy członkowie amazońskich plemion Awá i Guajá
- prawdopodobnie Indianie Jururei z Brazylii
- koczownicze plemię Kawahiva ze stanu Mato Grosso
- boliwijscy Indianie Toromona

Istnieją plemiona, które dawniej były izolowane, lecz później zaczęły kontaktować się z cywilizacją. Przykładem jest lud Jarawa, który pod koniec lat 90. XX wieku stał się atrakcją turystyczną. Kontakt z cywilizacją przyniósł im negatywne skutki – choroby i nałogi, które znacznie wyniszczyły ich plemię. Innym przykładem jest grupa Dziewięcioro Pintupi (prawdopodobnie ostatni Aborygeni prowadzący tradycyjne życie), którzy zdecydowali się na kontakt i osiedlenie. Zdarza się, że plemiona, z którymi nawiązano kontakt, zostały następnie przeniesione do rezerwatów etnicznych, które mają chronić ich unikalną kulturę. Tak było w przypadku Indian Huaorani, z których część prawdopodobnie nadal żyje w izolacji.
Istniały też plemiona, które pozostawały w izolacji aż do momentu ich celowej eksterminacji i o których istnieniu wiadomo jedynie z pozostałości ich elementów kultury materialnej lub pojedynczych osób, które przetrwały masakry. Przykładem takiego plemiona byli indianie zamieszkujący Terytorium Rdzennej Ludności Tanaru w prowincji Rondônia w Brazylii, wymordowani w latach 70. XX w, z których przeżył w izolacji tylko jeden mężczyzna, zwanym Człowiekiem Dziury.